# Masaż tantryczny
Masaż tantryczny – rodzaj masażu opracowany w Berlinie w 1977 roku przez Andreasa "Andro" Rothe – założyciela pierwszego tantrycznego instytutu w Niemczech (1977). 
Masaż obejmuje różne techniki z różnych szkół masażu z elementami jogi, bioenergetyki, oraz terapii seksualnej. Masaż tantryczny obejmuje całe ciało oraz może obejmować strefy intymne, czyli usta, fallus, pochwę i odbyt. Praca ze sferami intymnymi nie jest konieczna i ma na celu wyłącznie pracę terapeutyczną. W masażu erotycznym dąży się do zaspokojenia i rozładowania napięcia seksualnego poprzez orgazm fizyczny. Pozorne podobieństwa między obiema formami masażu są źródłem pomyłek.
Osoba przyjmująca masaż tantryczny nie odwzajemnia dotyku. Jej rolą jest otrzymanie masażu i eksploracja zmysłów, uczuć i emocji. Proces ten łączy poczucie podwyższonego dobrostanu, związanego z głębokim relaksem, transformacją. Przyjmujący masaż przychodzą, aby rozwiązać problemy związane z relacjami, poczuciem własnej wartości i życiem seksualnym.
Zabieg może prowadzić do stanów głębokiego relaksu, błogości, a nawet duchowej integracji – poprzez połączenie z ciałem, oddechem i emocjami. Opisywany jest jako forma medytacji w ruchu, która pomaga odzyskać kontakt z ciałem, zwiększyć samoakceptację oraz przywrócić naturalną zdolność do odczuwania przyjemności. W niektórych przypadkach, po serii sesji, klienci deklarują poprawę jakości życia emocjonalnego, większą pewność siebie oraz poczucie sprawczości w życiu osobistym.

## Źródła idei i inspiracji
Według Tantric Massage Association w Berlinie[wymaga weryfikacji?], masaż tantryczny opiera się na ideach zaczerpniętych z pracy psychologów i terapeutów jak: Wilhelm Reich, Carl Gustav Jung, Carl Rogers oraz Alexander Lowen. Innymi źródłami inspiracji były prace Mantaka Chia, Josepha Kramera oraz Annie Sprinkle.